# Lácar
Lácar (hiszp. Lago Lácar) – jezioro polodowcowe w Argentynie w prowincji Neuquén. Jest ono położone w Parku Narodowym Lanín, w północnej Patagonii. Jego naturalnym przedłużeniem od strony zachodniej jest jezioro Nonthué, którego wody opuszcza rzeka Hua-Hum, płynąca dalej przez terytorium Chile. Lácar leży więc, w przeciwieństwie do większości jezior w Argentynie, w zlewisku Oceanu Spokojnego.
Jezioro, jak i tereny wokół niego są popularnym regionem turystycznym. Na wschodnim brzegu jeziora znajduje się, największa w okolicy miejscowość turystyczna San Martín de los Andes.